# Metachrostis rubescens
Metachrostis rubescens är en fjärilsart som beskrevs av Leo Schwingenschuss 1930. Metachrostis rubescens ingår i släktet Metachrostis och familjen nattflyn. Inga underarter finns listade i Catalogue of Life.